# Olimpia La Salle 2016-2017
Questa pagina raccoglie i dati riguardanti l'Olimpia La Salle nelle competizioni ufficiali della stagione 2016-2017.

## Rosa 2016-2017

### Giocatori
| N° | Naz.              | Ruolo | Sportivo            | Anno |  |  |
| -- | ----------------- | ----- | ------------------- | ---- |  |  |
| 1  | Italia (bandiera) | P     | Carmine Cirillo     | 2000 |  |  |
| 7  | Italia (bandiera) | A     | Rosario Aversa      | ?    |  |  |
| 99 | Italia (bandiera) | A     | Giovanni Speranza   | 1999 |  |  |
| 5  | Italia (bandiera) | A     | Aristide De Rosa    | 1998 |  |  |
| 77 | Italia (bandiera) | C     | Giancarlo Palomba   | 1999 |  |  |
| 26 | Italia (bandiera) | T     | Davide Bove         | 1998 |  |  |
| 44 | Italia (bandiera) | T     | Antonino Rivieccio  | 1998 |  |  |
|    | Italia (bandiera) | T     | Ernesto Mirolla     | 1983 |  |  |
| 2  | Italia (bandiera) | T     | Marcello Sorrentino | ?    |  |  |
| 22 | Italia (bandiera) | C     | Marco Palomba       | 1997 |  |  |
| 89 | Italia (bandiera) | C     | Daniele Rivieccio   | 1998 |  |  |
| 6  | Italia (bandiera) | PV    | Vittorio Palomba    | 1998 |  |  |
| 8  | Italia (bandiera) | PV    | Francesco Langella  | ?    |  |  |
| 9  | Italia (bandiera) | PV    | Giovanni Pistone    | 1998 |  |  |

## Serie B

### Girone di andata
| Torre del Greco 26 novembre 2016 1ª giornata | Olimpia La Salle | 26 – 19 | HC Benevento | Tensostruttura La Salle |

| Fondi 4 dicembre 2016 2ª giornata | Esperanto Fondi | 23 – 18 | Olimpia La Salle | Palasport di Fondi |

| Torre del Greco 10 dicembre 2016 3ª giornata | Olimpia La Salle | 25 – 16 | Scafati | Tensostruttura La Salle |

| Salerno 18 dicembre 2016 4ª giornata | Lanzara | 27 – 17 | Olimpia La Salle | PalaPalumbo |

| Torre del Greco 21 gennaio 2017 5ª giornata | Olimpia La Salle | 25 – 34 | Atellana | Tensostruttura La Salle |

### Girone di ritorno
| Benevento 29 gennaio 2017 6ª giornata | HC Benevento | 27 – 23 | Olimpia La Salle | Paladua |

| Torre del Greco 4 febbraio 2017 7ª giornata | Olimpia La Salle | 15 – 25 | Esperanto Fondi | Tensostruttura La Salle |

| Salerno 18 febbraio 2017 8ª giornata | Scafati | 14 – 25 | Olimpia La Salle | PalaPalumbo |

| Torre del Greco 25 febbraio 2017 9ª giornata | Olimpia La Salle | 19 – 26 | Lanzara | Tensostruttura La Salle |

| Orta di Atella 4 marzo 2017 10ª giornata | Atellana | 43 – 17 | Olimpia La Salle | PalaLettieri |

### Fase ad orologio
| Salerno 26 marzo 2017 11ª giornata | Lanzara | 20 – 15 | Olimpia La Salle | PalaPalumbo |

| Torre del Greco 1 aprile 2017 12ª giornata | Olimpia La Salle | 12 – 10 | HC Benevento | Tensostruttura La Salle |

| Orta di Atella 8 aprile 2017 13ª giornata | Atellana | 35 – 15 | Olimpia La Salle | Palalettieri |

| Fondi 23 aprile 2017 14ª giornata | Esperanto Fondi | 22 – 16 | Olimpia La Salle | Palasport di Fondi |

| Torre del Greco 30 aprile 2017 15ª giornata | Olimpia La Salle | 22 – 15 | Scafati | Tensostruttura La Salle |

## Statistiche

### Andamento
| Giornata  | 1 | 2 | 3 | 4 | 5 | 6 | 7 | 8 | 9 | 10 | 11 | 12 | 13 | 14 | 15 |
| --------- | - | - | - | - | - | - | - | - | - | -- | -- | -- | -- | -- | -- |
| Luogo     | C | T | C | T | C | T | C | T | C | T  | T  | C  | T  | T  | C  |
| Risultato | V | P | V | P | P | P | P | V | P | P  | P  | V  | P  | P  | V  |
| Posizione | 2 | 3 | 3 | 4 | 4 | 4 | 4 | 4 | 4 | 4  | 4  | 4  | 4  | 4  | 4  |